# Lars Nelson
Pour les articles homonymes, voir Nelson.
Lars Fredrik Nelson, né le 19 août 1985 à Funäsdalen, est un fondeur suédois. Il remporte la médaille d'or du relais aux Jeux olympiques d'hiver de 2014 à Sotchi.

## Biographie
Lars Nelson, membre du club Åsarna IK, fait ses débuts officiels en 2003 pour en équipe nationale en 2004 à l'occasion des Championnats du monde junior à Stryn, où son meilleur résultat individuel est seizième du trente kilomètres. 
En 2005 et 2010, il court parfois dans la Coupe de Scandinavie, sans se distinguer particulièrement. En février 2011, il signe son premier top dix dans la compétition à Keuruu (10e). C'est en ouverture de la saison 2011-2012, qu'il fait son apparition à l'étage supérieur, la Coupe du monde, courant le Nordic Opening. Il est ensuite sélectionné pour le Tour de ski, réussissant à marquer ses premiers points pour le classement général avec une 25e place au skiathlon d'Oberstdorf. Il monte plus tard sur son premier podium en Coupe de Scandinavie à Madona.
Il connaît un bond vers le haut des classements lors de l'hiver 2013-2014, terminant d'abord 16e du Nordic Opening, puis septième du quinze kilomètres classique à Toblach. Juste après, il se rend à Pyeongchang pour participer aux Jeux olympiques, où il enchaîne une neuvième place au skiathlon avec une quinzième place au quinze kilomètres classique, avant d'être engagé sur le relais, lors duquel Nelson chute au début avant de remonter au quatrième rang, avant que ses coéquipiers assurent la victoire et la médaille d'or pour l'équipe. Le mois suivant, il réalise la meilleure performance de sa carrière en individuel, arrivant en cinquième position du cinquante kilomètres classique à Holmenkollen.
Il ne maintient pas ce niveau en 2014-2015,  obtenant comme meilleur résultat en Coupe du monde une 16e place à Ruka et aux Championnats du monde à Falun une 14e place au skiathlon. Il annonce en fin de saison la fin de sa carrière internationale, Nelson ne courant qu'au niveau national jusqu'en 2019. 

## Palmarès

### Jeux olympiques
| Épreuve / Édition | Sprint | Sprint                           | 15 km                            | 15 km     | Skiathlon 2 × 15 km | 50 km | Relais | Relais                         |
| Épreuve / Édition | libre  | classique                        | libre                            | classique | Skiathlon 2 × 15 km | 50 km | Sprint | 4 × 10 km                      |
| JO 2014 Sotchi    | —      | Épreuve inexistante à cette date | Épreuve inexistante à cette date | 15e       | 10e                 | —     | —      | Médaille d'or, Jeux olympiques |

Légende :
- : première place, médaille d'or
- : pas d'épreuve
- — : non disputée par Nelson

### Championnats du monde
| Épreuve / Édition   | Sprint                           | Sprint    | 15 km | 15 km                            | Skiathlon 2 × 15 km | 50 km | Relais | Relais    |
| Épreuve / Édition   | libre                            | classique | libre | classique                        | Skiathlon 2 × 15 km | 50 km | Sprint | 4 × 10 km |
| Mondiaux 2015 Falun | Épreuve inexistante à cette date | —         | —     | Épreuve inexistante à cette date | 14e                 | 25e   | —      | —         |

Légende :
- : pas d'épreuve
- — : non disputée par Nelson

### Coupe du monde
- Il a obtenu son meilleur classement général en 2014, avec une 46e position.
- En individuel, il a terminé au mieux cinquième d'un épreuve, lors du 50 km d'Oslo en 2014.

#### Classements par saison
| Année     | Classement général final | Classement distance | Classement sprint |
| 2011-2012 | 70e                      | 44e                 |                   |
| 2012-2013 | 128e                     | 83e                 |                   |
| 2013-2014 | 46e                      | 23e                 | 75e               |
| 2014-2015 | 81e                      | 48e                 |                   |

### Coupe de Scandinavie
- 5e du classement général en 2013.
- 4 podiums.